# Lytta delauneyi
Lytta delauneyi là một loài bọ cánh cứng trong họ Meloidae. Loài này được Fleutiaux & Sallé miêu tả khoa học năm 1889.